# 꽃줄기

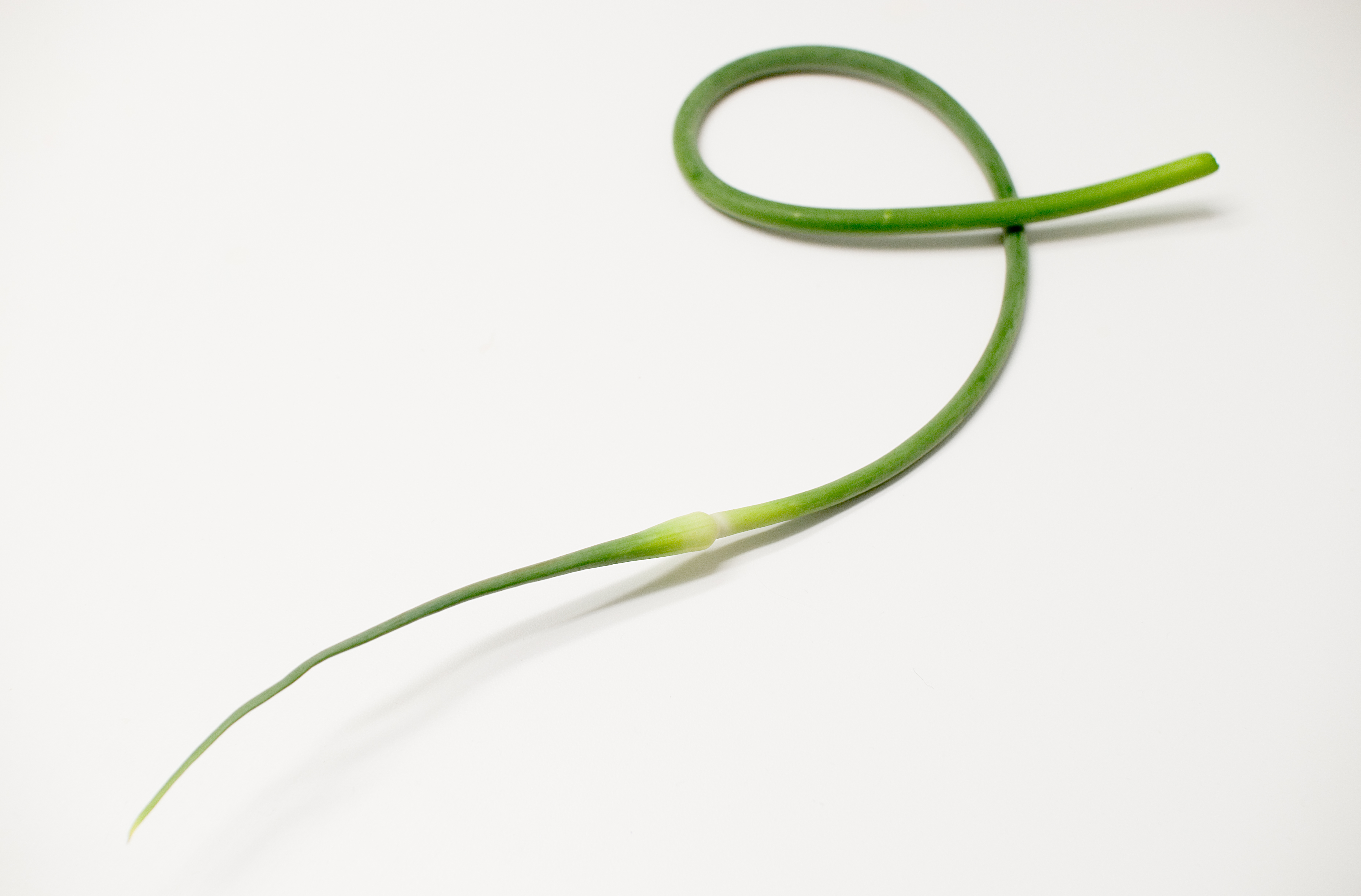
마늘 꽃줄기

꽃줄기(scape)는 식물학에서 지하 또는 매우 압축된 줄기에서 발생하는 꽃자루로, 아래쪽 절간이 매우 길기 때문에 줄기나 화분 근처 부분을 제외하고는 포가 거의 없거나 전혀 없다. 일반적으로 비늘줄기, 땅속줄기 또는 유사한 지하 또는 수중 구조물에서 직접 솟아오르는 길고 잎이 없는 꽃줄기의 형태를 취한다.
파 (채소), 차이브, 부추, 마늘의 줄기를 야채로 사용한다.